# Деблокада Майнца (1795)
Деблокада Майнца (нем. Mainz) — одно из событий осенней кампании 1795 года — войны первой коалиции эпохи французских революционных войн. Деблокада была произведена 29 октября 1795 года войсками австрийской Нижне — Рейнской армии графа Клерфайта, внезапно вышедшими из осаждённого города и разбившими французский блокадный корпус генерала Франсуа Шааля. В итоге французские войска были вынуждены снять блокаду и отступить.

## Перед сражением
Блокадный корпус французов численностью 33000 человек блокировал Майнц на левом берегу Рейна. Для этого были отмобилизованы четыре дивизии под командованием генерала Шааля. Они занимали высоты, расположенные полукругом перед крепостью. Ряд ретраншементов прикрывал фронт и образовывал линию длиной около четырёх лье (8 км.). В ретраншементах находилось 160 орудий.
На правом крыле блокадной линии от Лаубенхайма до Хехстхайма расположились войска дивизии Курто (9000), по обеим сторонам Мариенборна — 6800 солдат дивизии Сен-Сира, левее, до Гонзенхайма, — дивизия Менжо (6700), ещё левее, до Момбаха, — дивизия Рено (8200).
Клерфайт решил выйти и разгромить блокадный корпус, прежде чем армии Журдана и Пишегрю придут на помощь. Он использовал удачный момент. Едва Журдан ушёл на нижний Рейн, к Дюссельдорфу и Нойвиду, Клерфайт, оставив отряд для наблюдения за ним, с остальными силами направился к Майнцу и там сконцентрировал войска для внезапной вылазки против блокадного корпуса.
Хотя французы весьма заботились о том, чтобы укрепить блокадную линию, но её протяжённость не позволяла закрыть блокаду полностью. Клерфайт провёл рекогносцировку и обнаружил легкодоступные места. Оконечность этой полуциркульной линии, которая должна была бы вплотную примыкать к Рейну, вверх по течению от города, между холмами и рекой, оставляла между крайними ретраншементами и рекой просторный луг. Французы пренебрегли этим — Клерфайт заметил. Именно в этой точке Клерфайт решил нанести свой главный удар.
К этому времени была восстановлена связь по правому берегу Рейна после того, как имперский губернатор Майнца, генерал-майор Андреас фон Ной 23 октября произвёл успешную вылазку и выбил французов из Майнц-Бишофсхайма и Гинсхайма.

## Ход сражения
Ночью 28 октября Клерфайт ввёл часть армии (27000) по понтонному мосту через Рейн в Майнц и расставил по местам атаки. Сильный западный ветер препятствовал французам слышать шум, вызываемый перемещениями войск противника.
29 октября в шесть часов утра ударный корпус (17000) вышел из Майнца, чтобы провести решающую атаку. Клерфайт направил через луг, лежавший в интервале между Рейном и линией блокады, колонну, которая прошла участок с ружьями наперевес и с фланга атаковала крайний правый фланг французов. В то же самое время флотилия канонерских лодок поднялась по реке, чтобы содействовать движению этой колонны. Изумлённые французы оказали слабое сопротивление. Клерфайт, разбив противника в этом пункте, приказал сделать своим колоннам рокировку вправо, бросил свою кавалерию в атаку, и, атаковав с тыла все ретраншементы, занял их. Одновременно остальная часть этого корпуса пошла в атаку с фронта. В то же самое время австрийцы производили ложные атаки на левом фланге.
Французская дивизия Курто, расположенная на конце полукруга, будучи одновременно атакованной с фронта и охваченная корпусом, который шёл вдоль реки, а также обстрелянная из орудий флотилии, ядра которой достигали её тыла, была охвачена паникой и бежала в беспорядке в направлении Кирххайма, в Вогезы. Паника распространилась также на левый фланг французской армии.
Генерал Шааль получил первое известие о сделанном австрийцами нападении в полседьмого утра, но посчитал его за обыкновенную вылазку и остался в своей штаб-квартире в Обер-Ингельхайме. При втором известии в 8 часов утра он поскакал к сражающимся, но правое крыло блокадного корпуса было уже разбито, и поэтому он приказал левому крылу тоже отступать.
С этого момента вся блокадная линия была оставлена.
Центр, бывший под командованием Сен-Сира, выполнил то, что дивизия Курто была обязана сделать: отвёл свой правый фланг, построил его параллельно неприятелю и отошёл в полном порядке, производя отступление медленно, не будучи рассечённым ни в одном месте и прикрыв, таким образом, левый фланг, также поставленный под угрозу охвата. Через два дня он занял на реке Пфримм позицию, установив связь с дивизией, которая стояла вдоль Рейна по направлению к Оппенхайму.
Австрийцы, в основном кавалерия, преследовали отходящие в беспорядке войска французов через Ингельхайм по направлению к Бингену, и через Оппенхейм по направлению на Альцай. В частности, Науендорф, командовавший третьим эшелоном первой колонны, по собственному почину с лёгкой кавалерией преследовал бегущих, захватив при этом большую часть осадной артиллерии и значительные магазины снабжения.

## Результаты
Дивизия Сен-Сира произвела отступления к Рейнско — к Мозельской армии. Дивизии Менжо и Рено, которые занимали другое крыло линии, оказавшись отрезанными, отошли в сторону Самбро — к Маасской армии. Отступление этих двух последних дивизий было крайне трудным и могло бы оказаться катастрофичным для них, если бы Клерфайт, понимая всю значимость своего красивого манёвра, действовал бы с большими силами и достаточной быстротой.
Манёвр Клерфайта был все же и так блестящ, и его рассматривали как первый в подобном роде, выполненный союзниками. При собственных потерях в 1400 убитых и раненых, а также 200 пленных, он причинил французам урон в 3000 убитых и раненых, 1800 пленных, среди которых 2 генерала и 151 офицер, а также 138 орудий.